# Epirrhoe hastulata
Epirrhoe hastulata is een vlinder uit de familie van de spanners (Geometridae).
De spanwijdte van deze vlinder is 19 tot 22 millimeter. 
De soort gebruikt walstro als waardplant. De rups is te vinden in juli en augustus. De pop overwintert. De vliegtijd is van eind mei tot en met juni.
De soort komt voor van Europa tussen het noorden van Scandinavië en de Alpenen, via de Kaukasus en Centraal-Azië tot Kamtsjatka en de Koerillen. In België is de soort bekend uit de provincie Luxemburg, maar er zijn geen recente waarnemingen bekend. Niet in Nederland.